# ルイ・カラヴァク

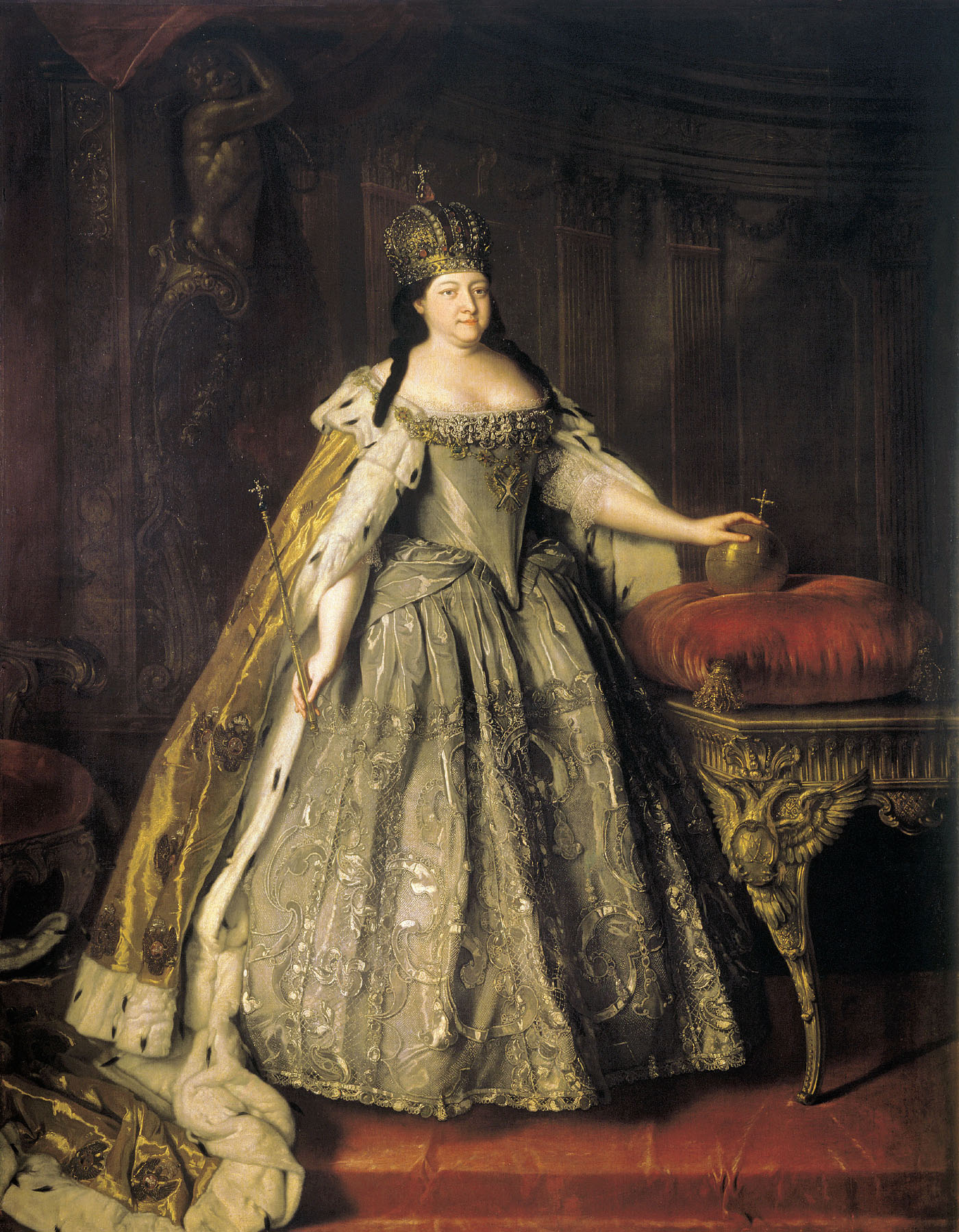
『アンナ・イヴァノヴナの肖像』1730年、トレチャコフ美術館

ルイ・カラヴァク（Louis Caravaque, 1684年 - 1754年6月9日）は、ロシアで活動したフランスの肖像画家。

## 生涯
カラヴァクは、ガスコーニュからマルセイユに移り住んだ芸術家の一族の出身で、彫刻家のピエール・ピュジェの甥であり、装飾彫刻家、建築家のニコラ・ピノー(Nicolas Pineau)の義理の兄弟であった。
ロシアに行き、1716年にアストラハンでロシア皇帝、ピョートル1世の肖像画を描いた。それらの作品はマサール(Alexandre Pierre Jean-Baptiste Massard: 1777-?)とラングロワ(Eustache-Hyacinthe Langlois:1777-1832)によって版画にされた。彼は1723年に再びロシア皇帝を描き、後にアンナとエリザヴェータの肖像画を描いた。アンナがロシア皇帝であった時代には筆頭宮廷画家に任じられた。
カラヴァクは1754年6月9日にロシアのサンクトペテルブルクで死去した。

## ギャラリー

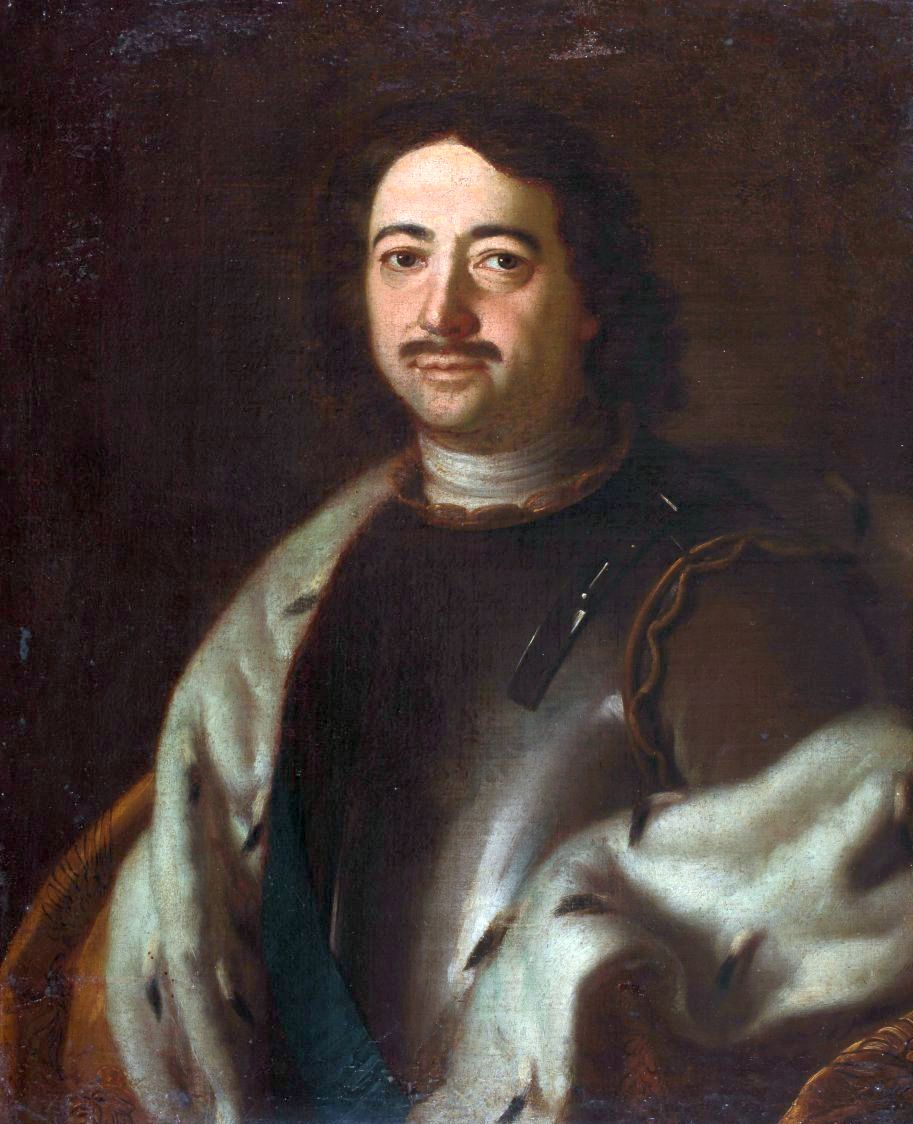
『ピョートル1世の肖像』
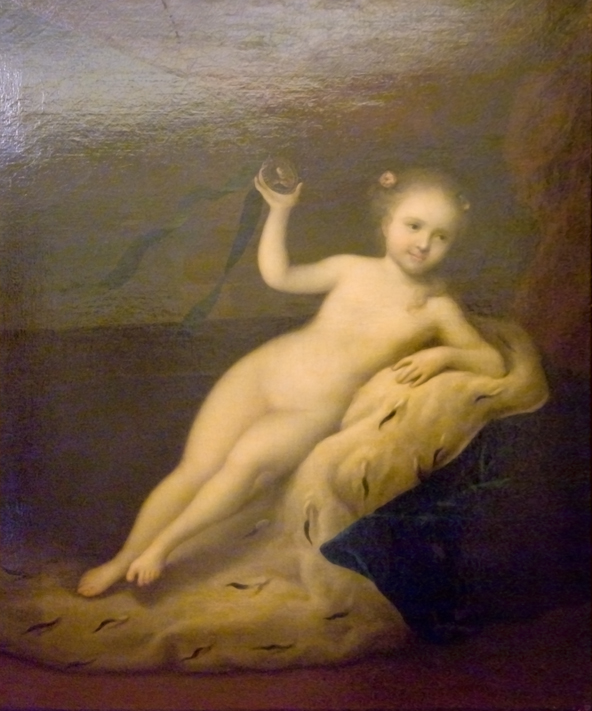
『子供時代のエリザヴェータ・ペトロヴナ皇女の肖像』、ロシア美術館所蔵
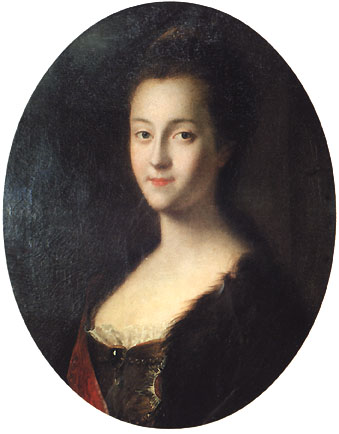
『エカチェリーナ2世の肖像』1745年、ガッチナ宮殿（英語版）所蔵